# Quíone (hija de Arturo)
En la mitología griega Quíone (en griego Χιόνη) era una consorte de Bóreas, el viento del norte, asociada con el país de los hiperbóreos, ubicado en el extremo septentrional de Grecia.
Se dice que cerca del río Fasis se encuentra la montaña Cáucaso y que ésta antes era conocida como el «Lecho de Bóreas». Bóreas, en el fragor de su pasión amorosa arrebató por la fuerza a Quíone, hija de un tal Arturo, y se la llevó a una colina conocida como Nifantes; allí engendró con ella un hijo al que llamó Hírpax, que más tarde heredó el reino de Heníoco. Hírpax parece ser un hápax.
Eliano obvia a Hírpax. Según ese autor Hecateo de Abdera celebra la raza de los hiperbóreos y las honras que entre ellos recibe Apolo. Sacerdotes de esta divinidad son los hijos de Bóreas y Quíone, que fueron tres hermanos uterinos, gigantes de seis codos de altura. Y cuando en el momento acostumbrado ellos realizan el ritual establecido del susodicho dios, descienden de los llamados «montes ripeos» bandadas incontables de cisnes y después rodeando el templo como si quisieran purificarlo con su aleteo, bajan hasta el recinto sagrado, que es grandísimo de tamaño y de hermosura extremada. Los montes ripeos son unas montañas fabulosas de los que se suponía que procedía el viento norte. Al otro lado de los mismos estaba el país de los hiperbóreos.
Diodoro Sículo dice que reinan sobre la ciudad de los hiperbóreos y gobiernan el santuario los llamados Boréadas, esto es, los descendientes de Bóreas, y heredan siempre el gobierno por linaje. Calímaco dice que las primeras en llevar las primicias desde el país de los rubios Arimaspos fueron Upis, Loxo y la feliz Hecaerge, tres hijas de Bóreas, y también unos varones, lo más granado de la juventud Hiperbórea.